# Antonio d'Alessandro
Antonio D'Alessandro (Napoli, 1420 circa – 26 ottobre 1498 o 1499) è stato un diplomatico italiano, al servizio del Regno di Napoli, giurista appartenente all'indirizzo scolastico, molto stimato dalla monarchia aragonese.

## Biografia

### Discendenza familiare
Antonio d'Alessandro, il noto “principe dei legisti”, legò la sua fama professionale alle vicissitudini della regnanza aragonese, insediatasi in Napoli nel XV secolo, nonostante la famiglia gentilizia di appartenenza fosse rimasta fedele ai d'Angiò. I nuovi regnanti, riconoscendo il valore e le capacità di taluni personaggi legati alla precedente dinastia, si avvalsero degli stessi patrizi filo-angioini per governare il regno. Il d'Alessandro, difatti, seppur legato ad un casato, che annovera diversi esponenti al servizio dei sovrani angioini, si mise in mostra per essere, a detta del D'Afflitto (E.D'Afflitto, Memorie degli scrittori del Regno, Napoli, 1782-94,pg.198), “primo dei primi del Foro per il suo vantaggio di possedere tutte le doti dello spirito e del corpo per ben riuscirvi”.Nato a Napoli intorno al 1420, Antonio, secondo un “ignoto” araldista (Esame della Nobiltà Napoletana di Incerto autore, 1697), fu figlio del banchiere Severo (il cui sepolcro trovasi nella chiesa dei Santi Severino e Sossio, ed ascritto al sedile di Montagna e poi di Porto il 21 maggio 1460), nonché fratello di Antonello (“fu banchiere pubblico”), Petrillo, Jacovo (“fu gran cacciatore”). L'autore scrive che detto personaggio “essendo Dr. di legge divenne famosissimo in tal professione, fu Regio Consigliero, e adoprato per la sua fecondia e dottrina dal re Ferrante in molte ambasciate e particolarmente a Gio. re Aragona fratello carnale e leg.mo successore in tutti i regni dal re Alfonso primo… il che Ant. tutto ottenne da quel Re. Perloché il suo Re gli concesse in dono il Castel di Cardito con altri feudi, quali perché ne passarono agli eredi si stima che fossero in vita concessi o devoluti al Regio Fisco per morte senza figli; veram.te quest'Antonio p.la sua virtù diede ben molto splendore principio alla nobiltà della famiglia, ebbe moglie Macedonia Riccio sorella del famoso Michele con la quale non fe prole”. Secondo il genealogista di Casa d'Alessandro, il De Daugnon (DD.Daugnon, La Ducal Casa dei d'Alessandro, patrizi napoletani, Milano 1880) la discendenza dell'Antonio sarebbe derivata invece da Paolo o Paolello (fratello del Severo), direttore del Gran Sigillo nel 1403 e segretario della regina Giovanna II di cui dicevasi essere “suo familiare”. Inoltre, oltre ai citati fratelli l'autore fa menzione del famoso umanista-giurisperito Alessandro(n.1461+1523) e di Giovanna/Giovannella sposa di Casotto De Gennaro.  Si potrebbe, invece, ipotizzare che detto Paolo fu padre dei soli tre figli Alessandro, Antonio, Giovannella, di cui il secondo però diverso dall'ambasciatore in questione. L'esistenza di questo omonimo Antonio nella Napoli di metà-fine XV secolo, tra l'altro, risponderebbe alla tesi genealogica del D'Afflitto (Op.cit.), secondo la quale era da ritenersi errata la notizia del Toppi circa la nomina del d'Alessandro anche a presidente della Regia Camera della Sommaria nel 1484 (così il Toppi: “Antonius de Alexandro neap. Patrici judex magna Curia Vicaria an. 1484 ut in com, 24 fol 44 su Arch. Reg. Cam. Reperitur enter Regia Camera Sommaria Presidentes in ann. 1488 ut in compusit acobi Cavalli praedicti anni in archivio Reg. Cam.). Difatti, dimostrò il D'Afflitto che “sapendo noi da cento documenti, e dallo stesso Toppi, che Antonio nel 1480 fu dichiarato Vice-protonotario; e che tenne questa carica fino alla morte, come può credersi, che nel 1484 fosse disceso all'infimo grado della magistratura?... Io per me direi, che questi è diverso dal nostro, e col tal diversità salverei più cose. I. Non si darebbe una solenne smentita al Toppi; cosa dura in se stessa, e durissima nel darsi ad uno che cita i pubblici registri, dei quali è custode. II. Potrebbe esser vero, che Alessandro d'Alessandro ebbe un fratello per nome Antonio, come asserisce il Chioccarelli; lo che non è fatto possibile per le ragioni da me addotte nell'articolo antecedente alle quali si può aggiungere l'enorme disparità degli anni: e ciò tutto si accomoda con questo nuovo Antonio d'Alessandro”. Lo stesso Biagio Aldimari (B.Aldimari, Memorie delle Famiglie imparentate con la Famiglia Carafa, Vol. IV, Napoli 1691 pg.372) riconosce che “vi fu un altro Antonio, che fu Consigliere, e Presidente del Sacro Regio Consiglio nel 1483”, divergendo, però, sull'incarico riconosciuto.  L'esistenza di due cugini con stesso nome, con ruoli di prestigio diversi mantenuti presso la corte aragonese e con età anagrafica diversa (Antonio di Paolo forse più giovane), acquieterebbe la secolare discussione sollevata da vari studiosi circa la rilevata differenza di età tra l'illustre umanista-giurisperito Alessandro (n.1461+1523, autore dei Dies Geniales) e il presunto fratello Antonio, identificato dalla storiografia ufficiale nel famoso regio ambasciatore, per la quale si è sostenuto la non appartenenza del primo alla famiglia patrizia napoletana. L'Antonio di Paolo, pertanto, ebbe una carriera nella Regia Camera della Sommaria, ove il 13 gennaio 1459 ricevette la prima nomina come “ufficiale” e successivamente ne divenne “presidente”(1495, Toppi, op.cit).		

### Formazione scolastica
In gioventù messer Antonio frequentò gli studi in legge (leggi romane) in alcune università d'Italia, quali Ferrara e Siena, diventando solerte discepolo del famoso Francesco Aretino ed Alessandro d'Imola. Il Chioccarelli (B.Chioccarelli,De Illustris Scriptorib. In Civitate et regno Neapolis, t. I,Napoli 1780 pg.50) sostiene che prese il dottorato a Ferrara sotto il magistero dell'Aretino (Francesco Accolti insegnò giurisprudenza a Bologna dal 1440 al 1445, poi a Ferrara dal 1448 al 1461 ove predilesse leggere testi canonisti), mentre Matteo d'Afflitto lo menziona tra gli illustri personaggi del collegio dei dottori di Napoli. Rientrato in Napoli, già famoso, fu scelto da re Alfonso I per “leggere giurisprudenza” (P.Giannone, Storia Civile del Regno di Napoli, Napoli,1723 lib.28,cap. V,pg.486) alla Università dei Regi Studi “nella cattedra matutina”, tanto che i suoi insegnamenti suscitarono grande interesse presso gli studenti della materia a tal punto che “da per tutto correvano gli scolari alle sue lezioni”. Scrive il Chioccarelli, in merito, (Chioccarelli, op.cit., p. 50): “Ubi primum leges interpretari in patrio gymnasio, caepisset, famam suam usque ad ultimos Europae fines expandit; ita ut non ex Regno, et universa Italia solum, sed etiam ex Gallis, Hispaniisque ad illum audiendum passim et gregatim confluxerint”. Contemporaneamente all'insegnamento, Antonio d'Alessandro si diede a svolgere anche la professione di avvocato, diventando tra i primi legisti del foro partenopeo, le cui qualità furono apprezzate dallo stesso sovrano aragonese che lo nominò nel 1447, all'età di soli 27 anni, Regio Consigliere (Niccolò Toppi, Catalogus cunctorum regentium et iudicum Magnæ Curiæ Vicariæ... Regi Consiglieri, Par. 2, Napoli, 1666, p. 388) con assegno di 500 ducati l'anno (Società Napoletana di Storia Patria, Regis Ferdinandi Primi Instructionum Liber, Napoli, 1916, p. 220).

### Cariche nel Regno
Queste sue illustri qualità forensi furono confermate e riconosciute anche dal successore al trono di Napoli, re Ferrante (Ferdinando) I che “creò dett'Antonio del Consiglio Supremo, e lo fece per l'assenza di D.Gioffredo Borgia Principe di Squillace”(S.Mazzella, Descrittione del Regno di Napoli, Napoli 1601 pg.748). Il sovrano lo mandò, poi, come suo ambasciatore a Roma (1458) presso la corte di papa Pio II (Giannone, Storia Civile, op.cit.lib.27) per ottenere il riconoscimento pontificio sull'investitura al Regno, contesa dai duchi d'Angiò. A detta del D'Afflitto (E.D'Afflitto, Memorie op.cit,  pg.199) “si guadagnò a segno la stima, e la buona grazia di quel Papa letterato, e del Collegio de' Cardinali, ch'è fama ch'egli consultasse e dettasse la stessa Bolla dell'Investitura, che felicemente ottenne”.  Visto il buon esito della missione, che fu molto apprezzata da re Ferrante, si verificò che appena tornato da Roma, ottenne altra importante missione, quale commissario (“in priori legatione nuptias inter dictum Regum Ferdinandum”), inviato con Stefano de Comitibus di Bologna, nel 1459, in Calabria in occasione di una rivolta di tali popolazioni presso Rossano, onde convincerle a rimanere fedeli alla corona aragonese. Il d'Alessandro andò, poi, in Spagna, accompagnato da Turco Cicinello, per incontrare re Giovanni II d'Aragona, zio di Ferrante,  al fine di distogliere l'interesse verso le tumultuose richieste del principe di Taranto ed altri baroni ribelli che lo esortavano ad occupare il regno di Napoli, destituendo dal trono suo nipote. Anche tale ambasceria ebbe esito positivo “non solo ottenne, che fossero ricusate le offerte de' ribelli, ma tolse un altro seme di discordia tra le due corti, accomodando gl'interessi per le doti della Regina Maria, moglie del nostro Re Alfonso I, morta in Catalogna, la quale aveva lasciato erede il (cognato) Re Giovanni” (D'Afflitto, op.cit.,pg.201). Molto probabilmente, lo stesso fu occupato in altre ambascerie fino al 1465, dal momento che non risultano sentenze del Sacro Regio Consiglio a firma di costui. Dal 1465 al 1468 fu presente in Napoli, riprendendo la cattedra dell'insegnamento all'Università nel 1466 (come è attestato dal titolo di una sua opera che raccoglie le lezioni ivi svoltesi: “Recollectae in Tit., saluto matrimonio, de liberis posthumis, de vulgari pupillari substitutione, collectae per Franciscum Mirabellum eius scholarem, dum idem Antonius in Neapolitano Gymnasio an.1466 publico regio stipendio conductus legerat, concurrens D.Andrea Maricondo in lecitone extraordinaria “) e dedicandosi alla sua professione forense. Nel 1468 il Toppi (Toppi, op.cit. num.2) lo cita nel modo seguente: “ Antonium de Alexandro, ac Jo Anton. Carafam eiusdem Regis jussu ad alia occupatos negozia “, mentre l'anno successivo si ritiene essere stato incaricato a negoziare la pace con Bartolomeo Coleone Bergamasco, sceso in guerra contro re Ferrante, nonché ad accogliere l'imperatore Federico III, sceso in Italia per alcuni mesi del 1469. Una sua pubblicazione manoscritta, presente presso il fondo Brancaccio della biblioteca nazionale di Napoli, apparve nel 1469 con il seguente titolo: “Reporta tradita per eximium legum doctorem dominum Antonium de Alessandro codicis de edendo sub anno domini 1469”(A.Ambrosio, L'erudizione storica a Napoli nel Seicento, Salerno 1996 pg.143). Il successivo periodo 1470-1475 vide Antonio d'Alessandro riprendere la carica di Consigliere, pur mantenendo sempre la cattedra e producendo altra opera giuridica “ Reportata Carissimi U.I Interpretis Domini Antonimi de Alessandro super II Codicis in Fiorenti studio Partenopeo sub aureo seculo, augusta pace Ferdinandi Siciliane”. Trattasi, questa, di raccolta di discussioni processuali, riguardanti argomenti di diritto privato (eredità, dote etc), seppur trattati con spirito innovativo, rispetto al medioevale “schema feudale”, tipico della cultura umanistica del tempo. Scrive, in proposito, Francisco E. De Tejada (F.E.De Tejada, Napoli Spagnola, Napoli 1999, pg.282) che nell'opera “Reportata” l'autore “ripete fedelmente lo schema feudale del regno, inclinandosi a correggere gli abusi dei baroni con norme di giustizia razionale; per esempio, quando proibisce al servo di obbligarsi col suo signore con patto di non petendo (fol.21a). Alla maniera tomista, presenta la legge positiva come fondata sulla ragione naturale (fol.19a) e, copiando Baldo, contrappone l'equità al rigore della legge, raccomandando la prima ai giudici giacché la generalis intentio Imperatoris est mitescere duriciem et rigorem. Il fatto che identifichi l'equità con la ragione naturale, che equitas est naturalis, colora di intellettualismo il suo idearlo, incorporandolo nella tendenza a esaltare la speculazione, tipica della mentalità dei letterati, di fronte alla violenza bruta”. Per quest'approccio culturale alla scienza del diritto, costumanza proseguita anche da altri discendenti del Casato, la fama del dottore Antonio d'Alessandro si diffuse nei vari regni tra la gioventù studiosa, tanto da riferire lo stesso che alle sue lezioni assistevano più di trecento studenti (Reportata, fol.215a). Tornò in Spagna per la seconda volta, nel 1476, per altra ambasciata, volta a ricomporre le differenze sorte tra le corone di Portogallo e Castiglia (Storia Patria, op.cit), nonché a chiedere all'ispanico sovrano Ferrante  d'Aragona (succeduto al padre Giovanni) di dare in sposa la di lui sorella, l'infanta Giovanna, a re Ferrante di Napoli. Tale matrimonio si concluse felicemente nel 1477, allorquando lo stesso “messere” Antonio con il duca di Calabria ed un gruppo di importanti baroni napoletani ripartirono da Napoli (11 giug.) per la Spagna per prendere la novella regina. Detta unione servì a consolidare il potere regale dell'Aragona in Napoli, intensificando i contatti parenterali con la patria d'origine, onde garantire eventuali rivendicazioni sulla futura successione al trono spagnolo. Sempre nel 1477 il d'Alessandro raggiunse il re di Francia per concludere altro matrimonio tra la nipote di costui, la principessa di Savoia, e Federico d'Aragona (Storia Patria, op.cit.,pg.221). A questa data esiste corrispondenza nel citato fondo brancacciano tra il d'Alessandro e Perloisius Ricius Iuris Civilis studiosus (F.Delle Donne, Città e monarchia nel Regno svevo di Sicilia, Salerno 1996,pg.15).
A tale epoca si fa risalire il riconosciuto dono, fatto dal re Ferrante, del casale di Crispano nei pressi di Aversa (6 mar.1479) nonché del confinante feudo di Cardito (1480) posto a meridione dello stesso, seppur il Mazzella (S.Mazzella, Descrizione del Regno di Napoli, op.cit) riferì che Antonio d'Alessandro ricevette “in dono Cardito con due altre terre”.
Come accennato, Antonio d'Alessandro fu promosso “Vice-Protonotario” (luogotenente del logotera protonotario del Regno) nel 1480, sostituendo solo pro-forma (in quanto risulterebbe aver mantenuto detto mandato “ad interim”o per poco tempo; nel 1482 viene infatti riferito “Lucas de Toczolis per aliquot menses officium Viceprothonotarii exercuit, donec redierit Ant. de Alexandro.. nel 1483,poi, Lucas de Toczolis obiit 25 Septembris; quo morto Ant. de Alexandro Viceprothonotarius rediit ad S.C.”) il celebre romano Luca Tozzi(Tozzolo) come riferito nel catalogo del Toppi: “Lucas de Toczulis per aliquot menses officium prothonotarii exercuit, donec vedierit Ant. de Alexandro” . Nello stesso anno risulta aver ottenuto anche l'ufficio di “portolano” e “custode” del porto del Fortore in Puglia (Storia Patria, op.cit. Tale incarico era stato coperto anche dal familiare Giovanni e successivamente nel 1533 da un pronipote Vincenzo del ramo della Castellina).  Tale tipologia di incarico, se si considera il periodo storico minacciato dalle numerose incursioni piratesche dei musulmani -nel 1480 vi fu l'eccidio di Otranto per mano turca-, conferma l'elevato livello di stima, esistente presso la corte aragonese, nei confronti del d'Alessandro, ritenuto capace di organizzare anche presidi di difesa militare sul territorio. In proposito, va ricordata una lettera del 1492, a lui indirizzata in qualità di vice-protonotario, in cui si riferisce sulle opportune disposizioni difensive. Ma sembra che i riconoscimenti ricevuti dalla corona d'Aragona per il buon servizio svolto dal d'Alessandro non si limitarono alle suddette cariche, in quanto lo stesso re Ferrante lo cinse cavaliere (insignito del collare dell'Ordine della Giara, come da raffigurazione del suo monumento funebre, ove appare l'insegna della Giara sovrapposta sulla banda calante dalla spalla e ricadente sul petto; “due grandi Giare a rilievo decorano poi i pannelli marmorei che fiancheggiano lo stemma di famiglia collocato in quello centrale”:G.Vitale, Araldica e Politica. Statuti di Ordini cavallereschi “curiali” nella Napoli aragonsese, Salerno 1999) e lo nominò suo “aiutante di camera”(1481).
Altro importante incarico fu affidato nel 1481, quando fu spedito a Firenze per trattare l'alleanza con Lorenzo de Medici sostituendo il consigliere Giovanni Albino, occupato nell'accompagnare il duca Alfonso di Calabria alla guerra di Otranto. In alcune lettere di Marino Tomacello all'Albino, datate 25-29 giugno 1481, si menziona messer Antonio per la missione fiorentina: “Le vostre lettere a la Illustriss. Madonna de Ferraro ho dato ad M.Antonio, e factele le vostre raccomandationi, e l'altra ho dato al mag. Lorenzo “.L'ambasceria doveva persuadere “il Magnifico”a non scontrarsi col re di Napoli, bensì a formare un'alleanza (“lega”) tra le due corti. Si concluse, così, un cotale accordo che vide la partecipazione anche di Giangaleazzo duca di Milano, nonché il consenso del duca di Ferrara e del papa. Vi fu anche una probabile ambasciata in Venezia presso la corte dei Dogi (L.Giustiniani, Memorie Istoriche degli scrittori legali del Regno di Napoli, t. I,Napoli 1787 pg.41). Di questo periodo esiste numerosa corrispondenza tra il Pontano, l'Albino ed il d'Alessandro. Al riguardo il Gravier (G.Gravier, Lettere Istruzioni ed altre memorie dei re Aragonesi, 177) ha evidenziato dalle numerose lettere consultate negli archivi aragonesi che esistesse tra questi ultimi due personaggi un buon rapporto di amicizia e confidenza anche con scambi d'opinione personali su problemi governativi “delicati” di politica interna ed estera. Oltre a queste epistole, perse nell'incendio del fondo archivistico aragonese del 1943, furono citati dagli storici di fine Ottocento numerosi altri atti di varia natura risalenti al 1483. Dalla formula finale di tale documentazione amministrativa, che va dalla “Alienatio bonorum burgensaticorum heredum Ambrosii” alla “Concessio familiaritatis Johannello de Grimaldo” risulterebbe il d'Alessandro incaricato alla spedizione degli atti governativi in qualità di cancelliere e/o luogotenente del logotera e protonotario del Regno. Altra documentazione del 1483 testimonia, invece, la sua partecipazione in qualità di “commissario regio” con Nicola Barone nel sequestro e nella vendita delle robe dei Veneziani nel regno. L'anno successivo, 1484, il d'Alessandro fu anche menzionato per aver imprestato circa 350 ducati al suo sovrano(Storia Patria, op.cit.pg.221) con probabile aiuto del fratello banchiere Antonello.

### Trattativa di pace nella congiura dei baroni
Con l'incalzare degli eventi rivoluzionari all'interno del regno, il re Ferrante si affrettò a spedire l'Antonio a Roma presso la corte di papa Innocenzo VIII “per accordar varie differenze, e particolarmente quella dell'annuo censo” (D'Afflitto, op.cit.pg.201). Il Giannone (Pietro Giannone, op. cit., lib. 28, cap. I) sostiene, invece, che tale missione del 1485 servì per presentare il “palafreno” al papa, il cui rifiuto portò il d'Alessandro ad elevare protesta e a lasciare in breve tempo la città pontificale. La protesta fu riportata per intero nell'opera del Chioccarelli nel tomo I della “Reale Giurisdizione”.In verità, la Chiesa aveva preso le difese di un gruppo di baroni in congiura contro la corona aragonese a seguito di un'intrapresa politica governativa di inasprimento delle imposte. I ribelli intendevano proclamare la restituzione del regno di Napoli al casato dei Lorena, ritenuti eredi dei diritti successori dei d'Angiò. Per aiutare i baroni, pertanto, fu costituito un esercito, grazie anche al sostegno della repubblica veneziana, comandato dal principe di Salerno, Roberto Sanseverino, per aiutare i baroni in rivolta. A questi primi tumulti insurrezionali fece seguito la missione del d'Alessandro a Roma, onde scongiurare il papa dall'intervenire nella suddetta questione politica interna al regno. La rivolta, comunque, non assunse notevole dimensione e non dilagò in tutto il regno limitandosi ad alcune operazioni militari di poca durata che videro, però, in qualche occasione gli aragonesi in difficoltà. Fu rispedito, comunque, nell'agosto 1486, come rileva il Giustiniani (L.Giustiniani, op.cit.pg.41), per il suo voto registrato dal segretario del Supremo Consiglio, Antonio Gaczo: “Votum mag. D.Antonii de Alexandro in causa Marci Pisani cum Petro de Campalo relictum ante ejus discessum in Urbe..23 Augusti 1486 Vestrae Dominationis filius Antonius de Alexandro Viceprothonotariu”, sul ex quaterno II votorum et decretorum S.R.C. continuato in eodem anno sub mag. D.Andrea Mariconda U.J.D. Viceprothon. La permanenza di messere Antonio in Roma deve essersi protratta dal 1486 (al 31 agosto risulta presente in qualità di “oratore”) fino al novembre 1493, come da altro voto presso il S.R. Consiglio “sub die 3 dicembris” (“Mag. Dom. Antonius de Alexandro sedit in Consilio ut Viceprothonotarius” nell'ex libro votorum S.R.C. a die 25 Jan.1493 usque ad 24 Dic.1494 Tom. I). Dovette, anche, ritornare in Roma, forse per altre due volte, “onde dicono alcuni, ch'egli per due volte fosse stato legato anche presso Alessandro VI successore d'Innocenzo VIII”(L. Giustiniani, op.cit.pg.41). Probabilmente ivi rimase fino alla morte di re Ferrante/Ferd. il 25 gennaio, a seguito della quale con l'arcivescovo di Napoli e il marchese di Gerace, il conte di Potenza e Luise Paladini fu richiesta la condonazione del censo per Alfonso II, di cui il d'Alessandro sottoscrisse da testimone il testamento in data 27 gennaio 1495. Tale notizia viene riportata dal D'Afflitto (D'Afflitto, op.cit.pg.202) in quanto appare, tra l'altro, che nel catalogo cronologico del Toppi la carica di vice-protonotario fu mantenuta in Napoli da Andrea Mariconda: “1494, I. Andreas Mariconda Vice-prothonotarius: aliquondia fuit hoc anno, danec eodemmet anno vediti. II. Antonius de Alexandro Vice-prothonotarius.”. In questo arco di tempo, ricevette anche l'incarico di rappresentare il re di Napoli nel concilio del 1490, ove si doveva bandire una crociata contro gli infedeli. Il Chioccarelli, infine, informò sugli ultimi incarichi del d'Alessandro, sostenendo che fu inviato per altre due volte presso il re di Francia senza, però, specificare la motivazione.
All'età di 79 anni, di lunedì 26 ottobre 1499 (secondo il solo Summonte –Loc. Cit.t.4 p. 28- l'anno fu il 1498) cessò di vivere l'illustre ambasciatore, ormai barone di Cardito, uomo di eccellenti qualità culturali e capacità giuridiche e diplomatiche (scrisse re Ferrante/Ferd.: “messer Antonio è jurisconsulto e sa bene come si governare; Messere Antonio è peritissimo, usi la perizia e prudenza sua”), tramandate per mezzo delle stesse sue opere (Reportata carissimi, Commentaria, Additiones), rimaste famose per diversi secoli. Per tale lutto furono svolti pomposi funerali di “stato” nella capitale presso la chiesa di Monte Oliveto (S.Anna dei Lombardi), ove lo stesso Antonio aveva fatto erigere proprio sepolcro e monumento funebre (attribuito a T.Malvito) nel 1491 nella cappella di famiglia. In proposito, secondo il D'Engenio (E.Caracciolo, Napoli Sacra, Napoli 1624 pg.508) la cappella doveva contenere anche un altare, ove era riposta “la tavola dentrovi la Santissima Vergine che presenta a Simeone il suo Figliuolo, opera di Lonardo Pistoia eccellentissimo pittore “.Alle esequie intervenne lo stesso Ferdinando, duca di Calabria, nella presenza del quale e di tanti altri “degnissimi” signori fu recitata l'orazione funebre dal dottissimo Francesco Pruis (Francesco Pucci) fiorentino, accademico pontaniano, “posta poi in stampa in potere del Dottor Antonio Bollito; fu l'officio predetto dato al Dottor Antonio di Gennaro (nipote di costui, figlio di Giovannella d'Alessandro) favoritissimo del Re Ferrante I”(A.Summonte, Dell'historia della città e Regno di Napoli). Sul tumolo marmoreo, ove fu scolpita la figura di Antonio e quella della consorte Riccio, fu inciso per volontà del d'Alessandro il semplice ed umile epitaffio, a ricordo del suo unico amore: madonna Maddalena.
“Antonii de Alexandro, e Magdalenae ricciae conjugum
quos deus conjunxit, homo non separet.
Antonius de Alexandro juris consultus ad suas, et suorum
reliquias, quousque omnes resurgamus, reponendas, 
sacellum hoc construxit,
et redemptori nostro dicavit anno MCCCC CI”

Circa la data segnata, l'ipotesi accreditata da vari studiosi è che nel corso dei secoli è venuta meno la lettera X posta prima dell'ultima C
(luglio 2007)

### Carriera diplomatica
Fu anche il primo rappresentante diplomatico del re di Napoli Ferrante d'Aragona presso: 
- Papa Pio II nel 1458;
- re Giovanni II di Aragona nel 1459;
- re di Francia;
- Lorenzo de' Medici

Fu anche "inviato speciale" a Firenze nel 1481. La monarchia aragonese lo accreditò quale diplomatico anche in Milano e Venezia.

Egli raggiunse l'apice della carriera nel 1480, quando fu nominato Presidente del Sacro Real Consiglio (Sacrum Regium Neapolitanum Consilium, massimo organo giurisdizionale creato da Alfonso I d'Aragona intorno al 1450, con il compito di giudicare in grado di appello tutte le cause del regno anche provenienti dai tribunali minori.

### Sepolcro
Nella Chiesa di Santa Maria di Monte Oliveto, chiamata Chiesa di Sant'Anna dei Lombardi, che è un vero museo di arte rinascimentale, ed in particolare nella cappella Fiodo, v'è il monumento funebre di Antonio d'Alessandro e della consorte, la nobile napoletana Maddalena Riccio seu Rizzo.
Opera di Tommaso Malvito, rinomato artista comasco, fu scolpito nel V secolo e si compone dell'urna con le due figure di Antonio e Maddalena, oltre che di un magnifico sediale, diviso in tre parti, con al centro l'arme dei d'Alessandro.

## Opere
Nel 1474 pubblicò a Napoli presso Francesco Del Tuppo e Sisto Riessinger un commento alla seconda parte del codice, intitolato Reportata Clarissimi U.J. interpretis Domini Antonii de Alexandro super II. Codicii in fiorenti studio parthenopaeo sub aureo saeculo, et augusta pace Ferdinandi Siciliae, Hierusalem et Ungariae Regis invictissimi. Neap. 1474, apud Sitxtum Reissinger in f. maxim..

Un'altra sua opera (De haereditatibus quae ab intestato deferentur) fu edita a Venezia nel 1499 e a Basilea nel 1556.

Scrisse anche Addictiones ad Consuetudines Neapolitanas.